# Besiana Kadare
Pour les articles homonymes, voir Kadare.
Besiana Kadare, née en 1972, est une diplomate albanaise.

## Biographie
Besiana Kadare naît en 1972. Son père est l'écrivain Ismaïl Kadaré,.
Besiana Kadare est la première femme ambassadrice de l'Albanie aux Nations Unies.
Elle a également été ambassadrice auprès de l'UNESCO.